# Gerold Meyer von Knonau (Historiker)

Gerold Meyer von Knonau

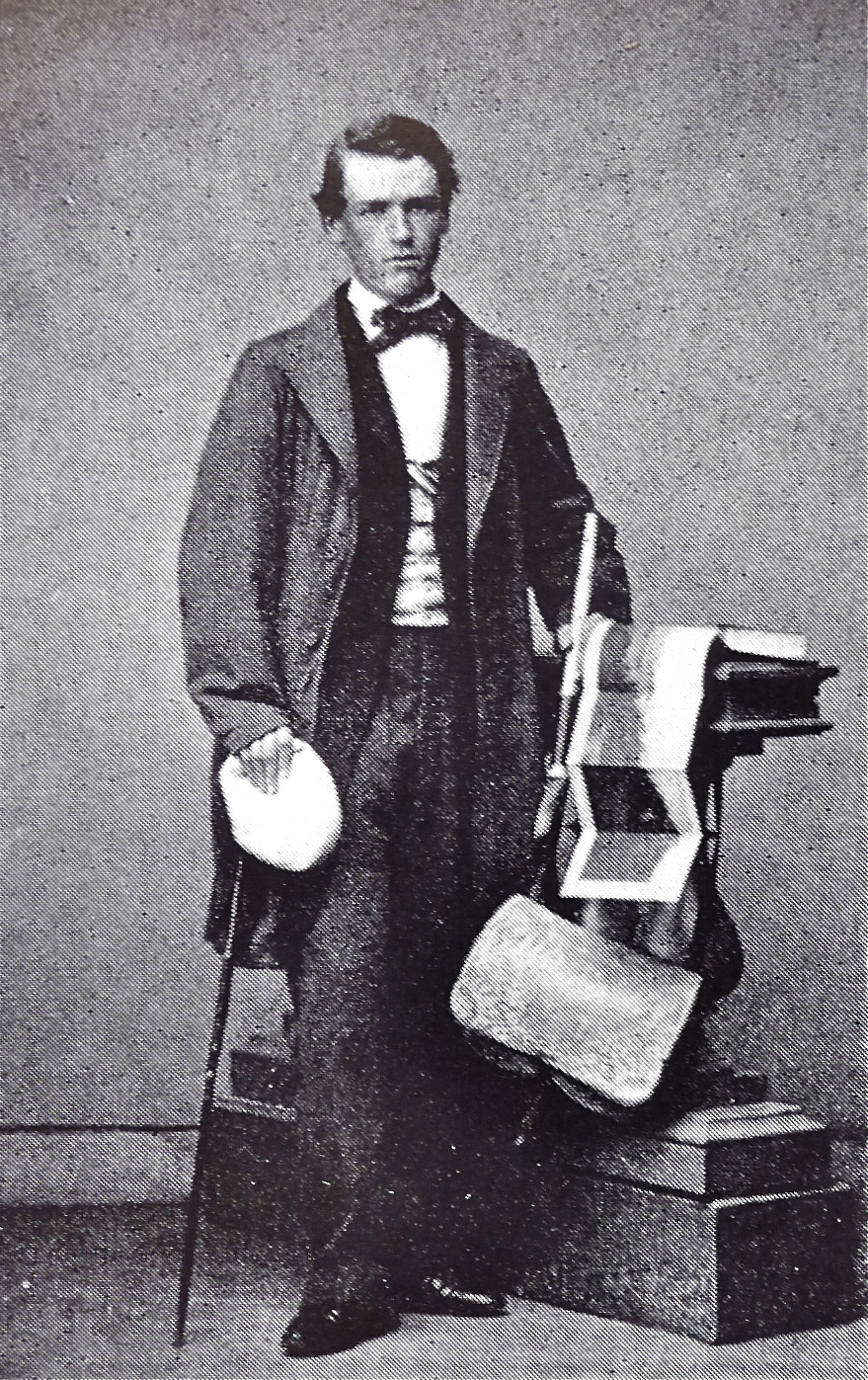
Gerold Meyer von Knonau als Student, um 1865

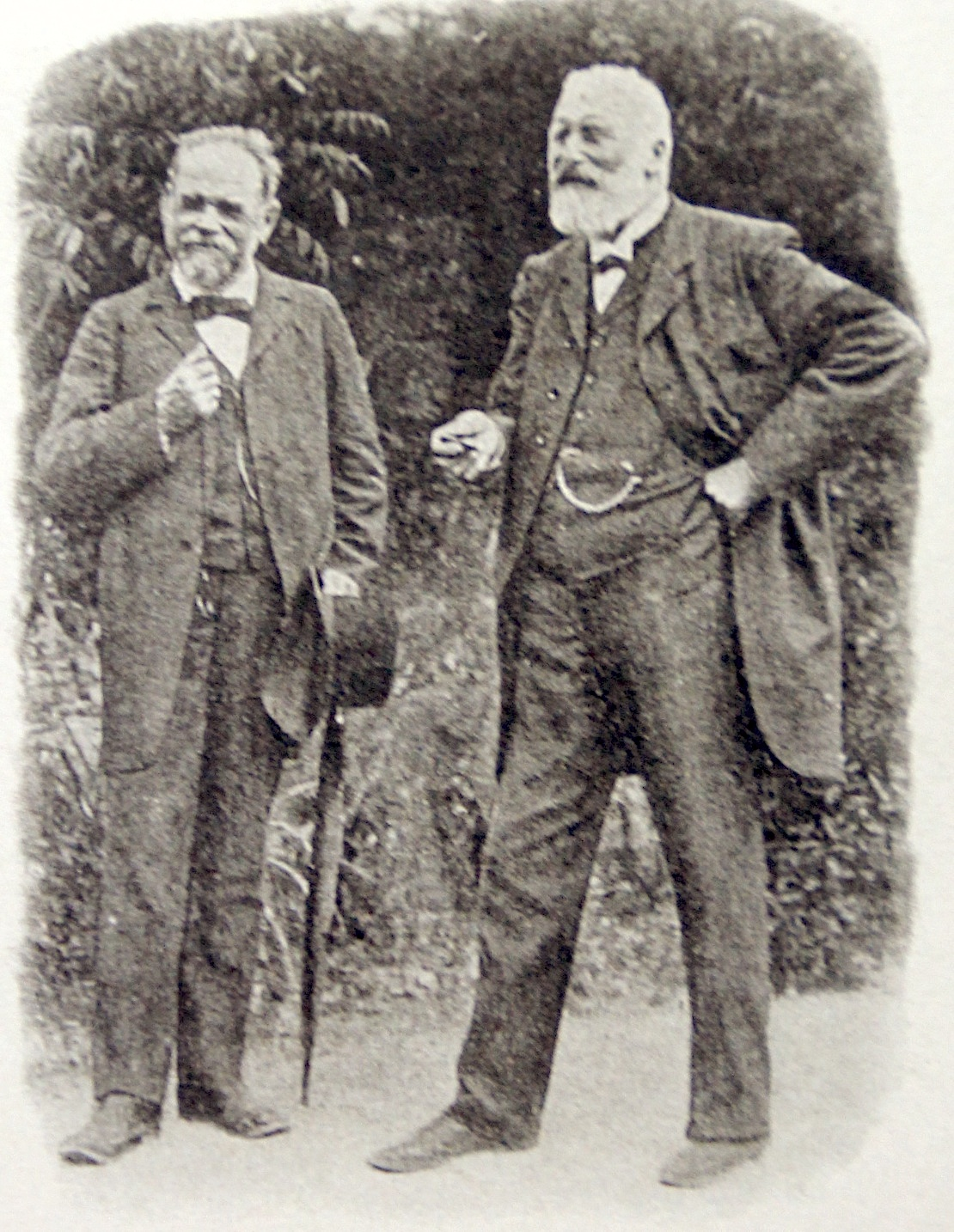
Meyer von Knonau (links) mit Johann Rudolf Rahn um 1905

Gerold Meyer von Knonau (* 5. August 1843 in Zürich; † 16. März 1931 ebenda) war ein Schweizer Historiker.
Gerold Meyer von Knonau war der Sohn von Gerold Meyer von Knonau, Staatsarchivar von Zürich, und der Emmerentiana Cleopha Meyer. Der Familienname stammt von dem Hof Knonau, sein Großvater war der Staatsmann Ludwig Meyer von Knonau. Er studierte Geschichte zunächst in Zürich bei Max Büdinger und Georg von Wyss (1816–1893), von 1863 bis 1866 in Bonn bei Heinrich von Sybel, anschliessend in Berlin bei Leopold von Ranke, Wilhelm Wattenbach und Philipp Jaffé und zuletzt in Göttingen bei Georg Waitz. In Zürich wurde er 1866 mit einer von Büdinger angeregten Arbeit über den karolingischen Geschichtsschreiber Nithard promoviert. In Zürich erfolgte 1867 ebenfalls seine Habilitation. Im Jahre 1870 wurde er ausserordentlicher Professor, von 1872 bis 1920 lehrte er als ordentlicher Professor Geschichte an der Universität Zürich. 1896/97 amtierte er als Rektor. Als Student war Meyer Mitglied der Studentenverbindung der Zofingia, wo er sich mit dem Kunsthistoriker Johann Rudolf Rahn anfreundete. Meyer von Knonau starb im März 1931 kinderlos. Er war mit Bertha Held (1854–1945), einer preussischen Offizierstochter, verheiratet.
Meyer von Knonau befasste sich mit der frühen St. Galler Geschichtsschreibung, mit dem Chartular des Klosters Rheinau und mit dem Chronisten Johann von Winterthur. Mit Jakob Hermann Wartmann (1835–1929) gab Meyer von Knonau 1870/71 die St. Gallischen Geschichtsquellen heraus. Im Auftrag der Historischen Kommission der Bayerischen Akademie der Wissenschaften, deren Mitglied er auch war, verfasste er in fast 20-jähriger Arbeit die Jahrbücher des deutschen Reiches unter Heinrich IV. und Heinrich V. Das sieben Bände umfassende Werk erschien im Rahmen der von Leopold von Ranke konzipierten Jahrbücher der deutschen Geschichte und ist mit 3344 Druckseiten und 5698 Fussnoten die umfassendste Einzelleistung der Reihe. Meyer von Knonaus Jahrbücher gelten auch heute noch als Grundlagenwerk für die Ereignisgeschichte der späten Salierzeit. Seine Auffassung, dass Heinrichs IV. Gang nach Canossa bei aller Demütigung ein geschickter Schachzug gewesen sei, der den Papst zur Absolution genötigt habe, ist in der Forschung weithin anerkannt.
Für die Allgemeine Deutsche Biographie verfasste Meyer von Konau zahlreiche Artikel. In der Allgemeinen Geschichtsforschenden Gesellschaft der Schweiz war er von 1874 bis 1894 Archivar und von 1894 bis 1922 Präsident. 1893 ernannte ihn der Verein für Geschichte des Bodensees und seiner Umgebung zum Ehrenmitglied. 1914 wurde er zum auswärtigen Mitglied der Akademie der Wissenschaften zu Göttingen gewählt.

## Schriften (Auswahl)
- Vita et Miracula sancti Galli. – Vita et Miracula sancti Otmari (= St. Gallische Geschichtsquellen. Bd. 1 = Mittheilungen zur vaterländischen Geschichte. Bd. 12), St. Gallen 1870.
- Ratperti Casus sancti Galli (= St. Gallische Geschichtsquellen. Bd. 2 = Mittheilungen zur vaterländischen Geschichte. Bd. 13), St. Gallen 1872.
- Ekkeharti (IV.) Casus sancti Galli (= St. Gallische Geschichtsquellen. Bd. 3 = Mittheilungen zur vaterländischen Geschichte. Bde. 15/16), St. Gallen 1877.
- Continuatio Casuum sancti Galli. – Conradi de Fabaria Continuatio Casuum sancti Galli (= St. Gallische Geschichtsquellen. Bd. 4 = Mittheilungen zur vaterländischen Geschichte. Bd. 17), St. Gallen 1879.
- Christian Kuchimeister’s Nüwe Casus Monasterii sancti Galli (= St. Gallische Geschichtsquellen. Bd. 5 = Mittheilungen zur vaterländischen Geschichte. Bd. 18), St. Gallen 1881.
- Jahrbücher des Deutschen Reiches unter Heinrich IV. und Heinrich V. 7 Bände, Duncker & Humblot, Leipzig 1890–1909 (ND Berlin 1964–1965; Digitalisat).
- Monachus Sangallensis (Notkerus Balbulus) De Carolo Magno (= St. Gallische Geschichtsquellen. Bd. 6 = Mittheilungen zur vaterländischen Geschichte. Bd. 36). St. Gallen 1920.
- Ekkehards IV. Casus sancti Galli nebst Proben aus den übrigen lateinisch geschriebenen Abteilungen der St. Galler Klosterchronik (= Die Geschichtschreiber der deutschen Vorzeit. Bd. 38). 3. Auflage. Leipzig 1925.